# Ferme abbatiale de Carpiquet
La ferme abbatiale de Carpiquet est un ancien édifice situé à Carpiquet, en France.

## Localisation
Le monument était situé dans le département français du Calvados, à l'ouest du bourg de Carpiquet.

## Historique
Cette ferme était avant la Révolution sous le patronage de l'abbaye de Sainte-Trinité de Caen, à usage viticole.

## Architecture
La double porte d'entrée a été inscrite au titre des monuments historiques le 19 septembre 1928. Elle est en grande partie détruite lors de la bataille de Normandie.